# Fusillade à Louisville en 2023
La fusillade à Louisville en 2023 est une fusillade de masse survenue le 10 avril 2023 à la Old National Bank (en) de Louisville, dans le Kentucky, faisant cinq morts et neuf blessés,. Le tireur non identifié a également été confirmé mort plus tard,. Huit personnes ont été transportées dans des hôpitaux locaux, y compris deux officiers de police, selon les autorités. Cinq personnes ont été confirmées mortes.

## Déroulement
La fusillade s'est produite dans un immeuble situé sur East Main Street, à la Old National Bank, près du Louisville Slugger Field et du Waterfront Park. L'immeuble de bureaux abrite la Old National Bank au premier étage et d'autres bureaux, dont une société de capital-risque, sont installés aux autres étages.
Vers 8 h 30 (heure de l'Est), des appels téléphoniques ont été reçus de la Old National Bank, signalant la présence d'un tireur actif dans le quartier. Vers 10 h 15, le Louisville Metro Police Department a déclaré qu'il n'y avait plus d'agresseur actif et que le tireur présumé avait été neutralisé.

## Victimes
Cinq personnes ont été tuées dans l'incident. Six blessés ont été transportés vers un hôpital local vers 10h30.

## L'auteur
L'auteur est décédé et a agi seul. Il a échangé des coups de feu avec la police. La police a déclaré que le tireur pourrait être un ancien employé de la banque qui souffrait de troubles mentaux,.

### Enquête
Le Bureau of Alcohol, Tobacco, Firearms and Explosives participe à l'enquête. Une importante présence policière est assurée sur les lieux. La police n'a pas révélé l'identité de l'auteur de l'attentat.

## Réactions
Le gouverneur du Kentucky, Andy Beshear, qui était ami avec plusieurs des victimes, a tweeté qu'il se rendait dans la ville en réaction à la fusillade et a demandé des prières pour toutes les personnes touchées et pour la ville de Louisville,.